# Rajmund Penjafortski
Sveti Rajmund Penjafortski, španski teolog, duhovnik in svetnik, * 1175, Penjafort, † 6. januar 1275, Barcelona.
Sveti Rajmund Penjafortski je zavetnik Barcelone in kanonikov ter goduje 23. januarja.